# Bestrafungswunsch
Unter einem Bestrafungswunsch versteht man in der Psychologie die meist unbewusste oder vorbewusste Intention, für das eigene Verhalten bestraft zu werden. Bestrafungswünsche sind als ein Abwehrmechanismus zu verstehen. Sie werden hier unter dem Gesichtspunkt emotionaler und/oder physischer Strebungen gegen die eigene Person betrachtet, die den Zweck haben, die Psyche zu entlasten. 

## Formen
Es sind in der Tiefenpsychologie zwei Formen von Bestrafungswünschen bekannt.

### Das Strafbedürfnis als Sühnewunsch für nicht-konformes Verhalten
Diese Strebung hängt mit dem zum ersten Mal 1925 umfassend von Theodor Reik in seinem Werk Geständniszwang und Strafbedürfnis explorierten und erklärten Mechanismus der Erleichterung für den psychischen Apparat zusammen, wenn eine vom Über-Ich unbewusst oder vom Ich bewusst als sozial unkonform (verboten) empfundene Handlung oder Unterlassung von hierarchisch Höherstehenden negativ sanktioniert wird. Eine Art von Reinigungsprozess, wie er in allen Kulturen als häufig religiös gebundenes Ritual verankert ist.
Bestrafungswünsche dieser Natur treten von Fall zu Fall und in jedem Lebensalter auf. Oft bringen sogenannte Fehlleistungen die verbotene Handlung an den Tag. Der Volksmund sagt, dass das Schlechte Gewissen sich selbst verrät.

### Der kindliche Bestrafungswunsch als Versuch der Kontaktaufnahme
Hinter einem, immer unbewusst entstehenden (scheinbaren) Bestrafungswunsch bei Kindern verbirgt sich der Versuch, durch eine Bestrafung eine wenigstens punktuelle Zuwendung von Betreuungspersonen zu erlangen, die dem Kind die dringend benötigte emotionale Nähe und positive Bestätigung sonst weitgehend versagen oder längerfristig völlig verweigern. Nicht in der Erwartung, sondern vielmehr in der unbewussten Hoffnung bestraft zu werden, verhält das Kind sich so „vorsätzlich“ unkonform, um seine Bestrafung zu ermöglichen. Es kann davon ausgegangen werden, dass bei dieser Art von Bestrafungswünschen in der Regel eine Reaktionsbildung vorliegt. 
Wenn in der Komödie Klaus im Schrank oder Das verkehrte Weihnachtsfest von Erich Kästner (1927) der ca. 12-jährige Protagonist sich etwa als Bestrafung geradezu Prügel wünscht, denn „dann merkt man doch wenigstens, daß man Eltern hat“, ist dies zwar ein typisches Beispiel für einen Bestrafungswunsch im hier besprochenen Sinn; die behauptete Bewusstheit des Wunsches hat allerdings kaum schon beim Kind in dieser Form vorgelegen, sondern ist erst der analytischen Erkenntnis (oder der Intuition) des erwachsenen Autors entwachsen.
Bleibt dies hilfsweise Manöver einen Kontakt mit abweisenden oder indifferenten Bezugspersonen herzustellen, längerfristig der einzige Weg, auf dem ein Kind ein Surrogat von Nähe erreichen kann, kann sich daraus eine Konditionierung entwickeln. So mag es geschehen, dass das Kind immer wieder etwas Verbotenes tut, ungezogen oder böse ist, so dass immer wieder eine Bestrafung nötig (möglich) ist. Häufig setzt das eine Karriere von sozial schädlichem wie natürlich immer massiv selbstschädigendem Verhalten in Gang.
Solange dieser Mechanismus auch dem herangewachsenen traumatisierten Individuum unbewusst bleibt, tritt er als Wiederholungszwang meist lebenslang auf, wobei er sich in verschiedenen Formen von Zwangsstörungen manifestieren bzw. sich eine Persönlichkeitsstörung etablieren kann. Eine Sexualisierung kann, muss aber nicht erfolgen. Nach Erkenntnissen unter anderem von Fritz Morgenthaler ist es psycho-ökonomisch oft gesünder, als Erwachsener Bestrafungswünsche einvernehmlich auszuleben, solange keine befriedigendere Transformationsmöglichkeit für sie gefunden wurde.
Es ist davon auszugehen, dass im Zusammenhang mit diesen Bestrafungswünschen i. d. R. unbewusst auch eine Wendung der ursprünglich gegen die Bezugsperson gerichteten Aggression des Kindes gegen sich selbst wirksam wird und eine gleichfalls unbewusst bleibende, in Fällen schwerer Traumatisierung überlebensrelevante Identifikation mit dem Aggressor eintritt (vgl. u. a. Sándor Ferenczi, Anna Freud, Horst-Eberhard Richter). 
Auf der Basis dieser unbewussten Identifikation mit dem Aggressor werden die persönlichen Kindheitserfahrungen ungeachtet willentlicher Absichten direkt oder indirekt häufig an die nächste Generation weitergegeben, solange es nicht, zum Beispiel auf dem Weg einer Psychotherapie, zu einer Bewusstwerdung über die Identifikation mit dem Aggressor und deren ursprüngliche Ursache kommt. In vielen Familiengeschichten lässt sich dergestalt eine Kette innerfamiliärer Gewalt über mehrere Generationen hinweg feststellen.
Auf das Verständnis solcherart ablaufender Prozesse kann auch zurückgegriffen werden, um kollektive Formen scheinbar oder tatsächlich masochistischen Verhaltens in Zivilgesellschaften besser zu verstehen.
Unter ganz anderem Gesichtspunkt betrachtet, könnten Bestrafungswünsche gleichwohl auch Abkömmlinge des von Sigmund Freud ab etwa 1920 postulierten Todestriebes sein, das heißt eine Manifestation der von ihm angenommenen Tendenz zur Selbstdestruktion des Lebendigen.